# Denis Adamov
Denis Andreevič Adamov (in russo Дени́с Андре́евич Ада́мов?; Ul'janovsk, 20 febbraio 1998) è un calciatore russo, portiere dello Zenit San Pietroburgo.

## Carriera

### Club
Cresciuto nel settore giovanile del Krasnodar, esordisce in prima squadra il 20 settembre 2017, disputando l'incontro di Kubok Rossii perso per 2-1 contro il Tom' Tomsk. L'esordio in Prem'er-Liga avviene il 19 luglio 2020, nell'incontro perso per 0-2 contro la Dinamo Mosca.
Nel 2021 viene acquistato dal Soči.

### Nazionale
Ha rappresentato le nazionali giovanili russe Under-17, Under-18 ed Under-19.

## Statistiche

### Presenze e reti nei club
Statistiche aggiornate al 30 luglio 2022.
| Stagione        | Squadra         | Campionato      | Campionato | Campionato | Coppe nazionali | Coppe nazionali | Coppe nazionali | Coppe continentali | Coppe continentali | Coppe continentali | Altre coppe | Altre coppe | Altre coppe | Totale | Totale  |
| Stagione        | Squadra         | Comp            | Pres       | Reti       | Comp            | Pres            | Reti            | Comp               | Pres               | Reti               | Comp        | Pres        | Reti        | Pres   | Reti    |
| --------------- | --------------- | --------------- | ---------- | ---------- | --------------- | --------------- | --------------- | ------------------ | ------------------ | ------------------ | ----------- | ----------- | ----------- | ------ | ------- |
| 2015-2016       | Krasnodar-2     | 2D              | 1          | -1         |                 | -               | -               |                    | -                  | -                  |             | -           | -           | 1      | -1      |
| 2016-2017       | Krasnodar-2     | 2D              | 17         | -14        |                 | -               | -               |                    | -                  | -                  |             | -           | -           | 17     | -14     |
| 2017-2018       | Krasnodar-2     | 2D              | 14         | -19        |                 | -               | -               |                    | -                  | -                  |             | -           | -           | 14     | -19     |
| 2018-2019       | Krasnodar-2     | 1D              | 23         | -32        |                 | -               | -               |                    | -                  | -                  |             | -           | -           | 23     | -32     |
| 2019-2020       | Krasnodar-2     | 1D              | 18         | -24        |                 | -               | -               |                    | -                  | -                  |             | -           | -           | 18     | -24     |
| 2020-2021       | Krasnodar-2     | 1D              | 15         | -19        |                 | -               | -               |                    | -                  | -                  |             | -           | -           | 15     | -19     |
| 2018-2019       | Krasnodar-3     | 2D              | 2          | -2         |                 | -               | -               |                    | -                  | -                  |             | -           | -           | 2      | -2      |
| 2019-2020       | Krasnodar-3     | 2D              | 1          | -2; 1      |                 | -               | -               |                    | -                  | -                  |             | -           | -           | 1      | -2; 1   |
| 2017-2018       | Krasnodar       | PL              | 0          | 0          | CR              | 1               | -2              | UEL                | 0                  | 0                  |             | -           | -           | 1      | -2      |
| 2018-2019       | Krasnodar       | PL              | 0          | 0          | CR              | 0               | 0               | UEL                | 0                  | 0                  |             | -           | -           | 0      | 0       |
| 2019-2020       | Krasnodar       | PL              | 2          | -2         | CR              | 0               | 0               | UCL+UEL            | 0                  | 0                  |             | -           | -           | 2      | -2      |
| 2020-feb. 2021  | Krasnodar       | PL              | 0          | 0          | CR              | 0               | 0               | UCL+UEL            | 0                  | 0                  |             | -           | -           | 0      | 0       |
| feb.-giu. 2021  | Soči            | PL              | 0          | 0          | CR              | 1               | -3              |                    | -                  | -                  |             | -           | -           | 1      | -3      |
| 2021-2022       | Soči            | PL              | 11         | -6         | CR              | 0               | 0               | UECL               | 0                  | 0                  |             | -           | -           | 11     | -6      |
| 2022-2023       | Soči            | PL              | 3          | -5         | CR              | 0               | 0               |                    | -                  | -                  |             | -           | -           | 3      | -5      |
| Totale carriera | Totale carriera | Totale carriera | 107        | -126; 1    |                 | 2               | -5              |                    | 0                  | 0                  |             | -           | -           | 109    | -131; 1 |

## Palmarès

### Club

#### Competizioni nazionali
- Campionato russo: 1

Zenit: 2023-2024
- Coppa di Russia: 1

Zenit: 2023-2024
- Supercoppa di Russia: 1

Zenit: 2024